# Brattahlíð

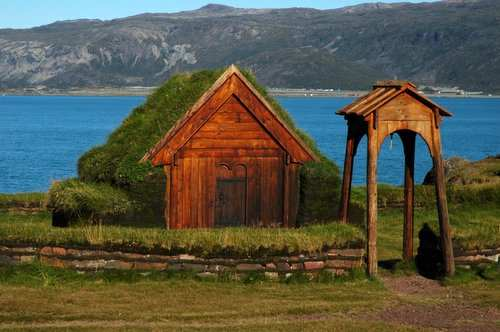
Reproductie van het kerkje van Thjodhild, met Eriksfjord op de achtergrond

Brattahlíð was de boerderij van Erik de Rode in Zuid-Groenland en tevens de naam van de kleine Noordse nederzetting die daaruit ontstond. Op dezelfde plaats ligt tegenwoordig de nederzetting Qassiarsuk, aan de andere kant van het fjord tegenover het internationale vliegveld van Narsarsuaq. Hierdoor trekken de ruïnes van Brattahlíð dan ook veel toeristen.
Brattahlíð werd gesticht aan het einde van de 10e eeuw en was de eerste permanente boerderij op Groenland. Het ligt erg beschut aan het eind van een fjord op ongeveer 60 km van de oceaan. Brattahlíð was bewoond tot het einde van de 15e eeuw, toen het klimaat zover was afgekoeld dat er geen landbouw meer mogelijk was in Groenland. 
In Brattahlíð zijn nog de ruïnes te zien van de boerderij van Erik de Rode en enkele andere boerderijen. Ook de kapel van zijn tot het christendom bekeerde vrouw (Þjóðhildr) is nog te zien, de Þjóðhildarkirkja, de oudste kerk in Amerika. 
Er staat ook een nagebouwde vikingboerderij naast de ruïnes.